# Lacknacoo

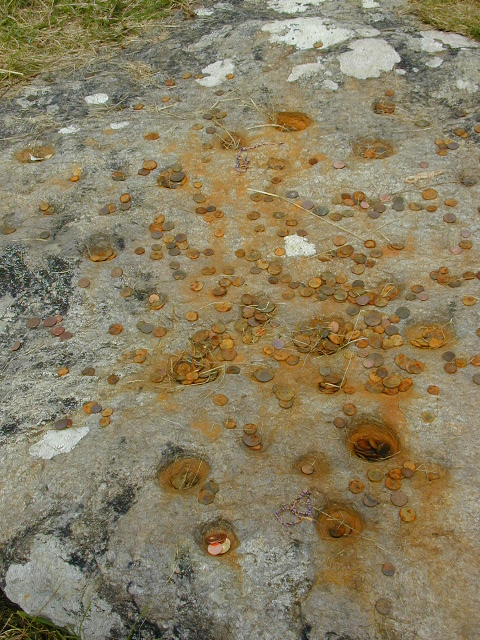
Leac na Cumha

Lacknacoo (irisch Leac na Cumha, deutsch „Steinplatte der Einsamkeit“) im gleichnamigen Townland östlich des Glenveagh-Nationalparks, im County Donegal in Irland ist ein durch Münzen rostrot verfärbter flacher Stein. 
Der Legende nach gilt er als Geburtsstätte des heiligen Columban von Iona. Dessen tatsächlicher Geburtsort ist jedoch wahrscheinlich die Klosteranlage in Gartan. Columban soll zudem vor seiner Reise nach Iona auf dem Stein geschlafen haben.

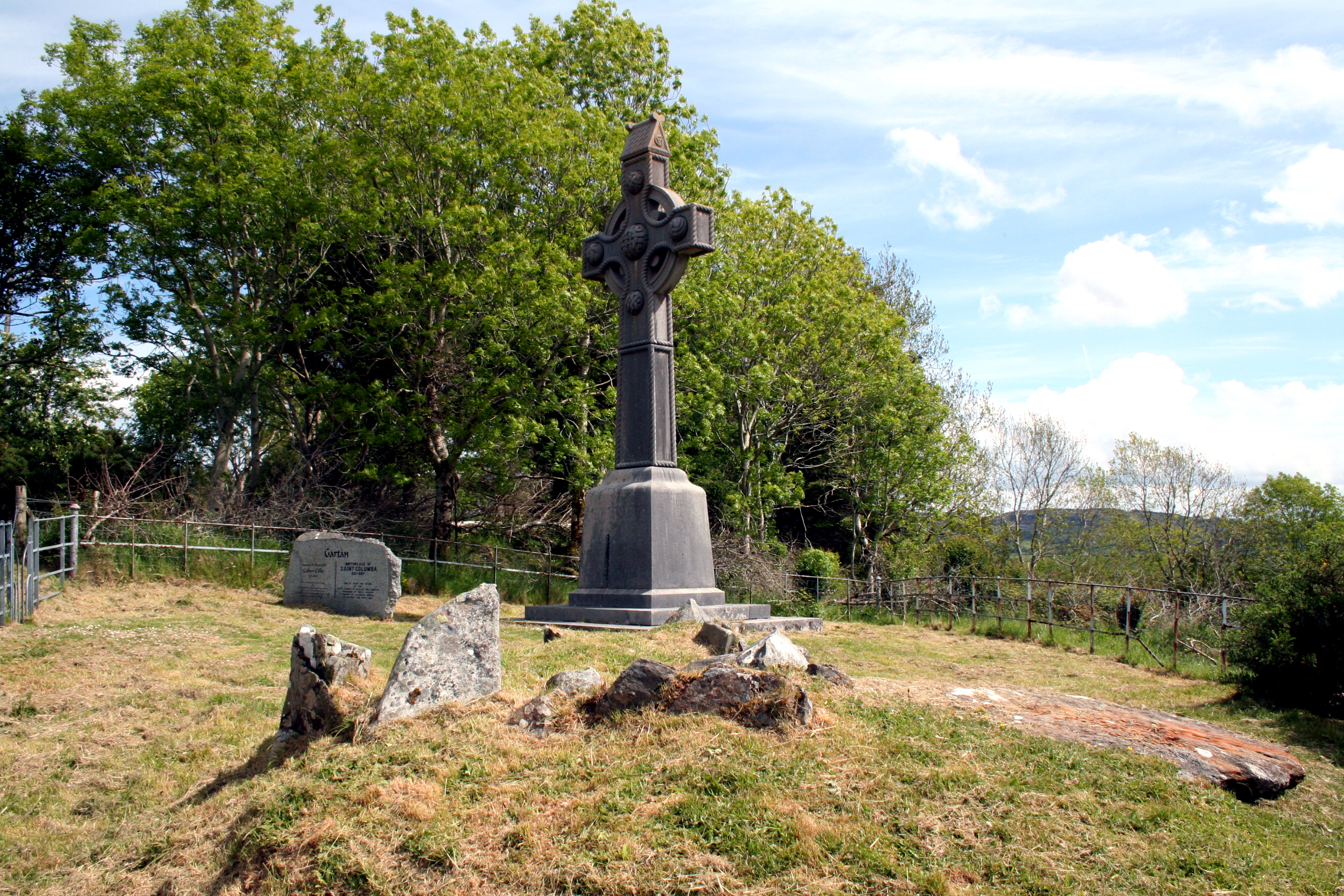
Lacknacoo rechts im Vordergrund

Dem Stein werden in der irischen Folklore Kräfte nachgesagt, die Schmerz, Trauer und Einsamkeit überwinden helfen, was sich in der Namensgebung widerspiegelt. Er ist voller Münzen von Pilgern, die einen Wunsch vorgetragen haben. 
Der kleine Hügel ist der Rest einer nicht mehr bestimmbaren Megalithanlage. Der Stein der Einsamkeit ist mit vielen kleinen neolithischen oder bronzezeitlichen Schälchen (englisch cups) verziert und war vielleicht Deckstein eines Megalithmonuments. Der Platz hat Merkmale eines alten, später christianisierten Kultplatzes.